# Association française des cinémas d'art et d'essai
L’Association française des cinémas d'art et d'essai (en abrégé, l'AFCAE) est une association française, créée en 1955, par des critiques et des directeurs de salles de cinéma pour la promotion du cinéma d'art et essai. Elle a notamment obtenu un statut officiel grâce à André Malraux et Jean Lescure.
Sa vocation est de constituer « un réseau de salles à la fois indépendantes et singulières, au service d’intérêts communs ». Elle affiche notamment les objectifs suivants :
- défendre le pluralisme des lieux de diffusion, indispensable à la diversité des œuvres ;
- promouvoir un cinéma indépendant qui relève de toutes les créations, en toute liberté ;
- présenter et soutenir des œuvres de qualité, les aider à trouver des lieux d’exposition et à rencontrer le public ;
- favoriser leur circulation dans la durée et en profondeur sur l’ensemble du territoire ;
- coordonner des actions au niveau national, entre des indépendants, par une mise en réseau des moyens ;
- entretenir un rapport privilégié avec les auteurs, leur permettre l’accès à un public plus large pour qu’ils trouvent les moyens de faire de nouveaux films ;
- encourager l’animation de lieux vivants, de proximité, qui favorisent l’échange, la réflexion et les valeurs culturelles ;
- développer une action de formation des publics et notamment envers les plus jeunes, qui constituent le public de demain ;
- contribuer à la diffusion des films du répertoire en salles.

Officiellement reconnue par le ministère de la Culture depuis 1959, l'AFCAE est gouvernée par un conseil d'administration composé de vingt-et-un membres.
Elle regroupe 1 170 cinémas adhérents, qui comptent plus de deux mille salles, soit près de 40 % du parc français. Elle n'a toutefois pas la mission de représentation officielle des salles de cinémas, rôle dévolu à la Fédération nationale des cinémas français.
L'AFCAE est membre fondateur de la Confédération internationale des cinémas d'art et d'essai (CICAE).

## Historique
En 1955, cinq directeurs de salles parisiennes et des critiques de cinéma s’associaient pour fonder l’Association française des cinémas d'art et d'essai. Cette création est indissociable d’une tradition qui prend ses racines dès les années 1920.
L’histoire du mouvement « art et essai » accompagne dès ses débuts l’histoire du cinématographe.

### Les origines du mouvement «art et essai» (années 1920 à 1950)
Dès les années 1920, se constitue un courant que l’on peut qualifier avant l’heure de « cinéphile » : débuts de la critique spécialisée, premiers ouvrages sur l’esthétique du cinéma (Elie Faure, Abel Gance, Blaise Cendrars), et volonté, déjà, de certains exploitants parisiens de contribuer à la découverte d’œuvres, devenues aujourd’hui des chefs-d’œuvre, dues à certains réalisateurs : Louis Delluc, Jean Epstein, Marcel L'Herbier, Abel Gance, René Clair, Pabst … mais aussi Borzage, puis Hawks ou Eisenstein.
Le Studio des Ursulines, l’Œil de Paris, le Studio 28 (qui ouvre avec le Napoléon d’Abel Gance), le théâtre du Vieux-Colombier, rejoints dans leur démarche par le Cinéma du Panthéon et le Studio des Agriculteurs, s’attachaient à promouvoir le meilleur du cinéma de l’époque, en accueillant les jeunes auteurs, les films expérimentaux, novateurs, surréalistes devenus célèbres et, déjà, montrer les œuvres du passé et toucher un nouveau public.
C’est ainsi qu’on découvre L’Age d’Or de Buñuel au Studio 28, L’Opéra de Quat’sous de Pabst ou M Le Maudit de Fritz Lang aux Ursulines.
Dans les années d’après-guerre, le secteur du cinéma commence à être réellement pris en compte par l’État avec la création du Centre national du cinéma. Le soutien consiste dans un premier temps dans la reconstruction des cinémas détruits par la guerre (dans le cadre du plan Monnet de rééquipement de l’industrie nationale), puis dans la création d’un fonds de soutien qui s’applique à la production et à l’exploitation.

### Naissance de l'AFCAE au milieu des années 1950
Le dynamisme des années 1950 transforme réellement la perception du cinéma et offre les conditions de la création de l’AFCAE.
La collaboration entre des critiques de cinéma (Jean de Baroncelli du Monde, Jeander de Libération) et des exploitants parisiens qui accueillaient le « cinéma d’essai » est à l’origine de l’association : on souhaite la projection de films non programmés dans les autres salles.
Pour ces pionniers, il s’agissait de montrer tout simplement un cinéma différent du conventionnalisme de l’époque : les films étrangers, y compris américains et les classiques étaient alors invisibles en France.
Ces militants défendaient le cinéma qu’ils aimaient dans toute sa diversité, chacun avec sa propre sensibilité, loin de toute pensée préétablie.
En janvier 1955, cette poignée d’exploitants et de critiques répondit à l’invitation de la toute jeune gilde allemande des cinémas d’art à leur congrès de Wiesbaden. C’est là que fut envisagée la création de la Confédération internationale des cinémas d'art et d'essai (la CICAE) et que l’idée d’une association française germa également.
Quelques mois plus tard, en décembre 1955, les statuts de l’AFCAE furent adoptés et cinq salles y adhérèrent : le Studio des Ursulines, le Studio des Agriculteurs, le Studio Parnasse, le Cardinet et le Studio de l’Étoile. Ils furent bientôt rejoints par le Studio 28, La Pagode, le Cinéma du Panthéon, le Ranelagh, le Studio Bertrand, les Reflets, puis les premières salles de la banlieue parisienne : l'Alcazar d’Asnières, la Tannerie à Versailles.
Adhérèrent ensuite peu à peu des cinémas en régions : à Aix-en-Provence, Besançon, Bordeaux, Caen, Grenoble, Marseille, Montpellier, Nantes, Strasbourg, Toulouse.

### Reconnaissance politique et institutionnelle de l'art et essai au début des années 1960
Avec la création du ministère de la Culture en 1959, et sous l’impulsion d’André Malraux, les cinémas d’art et essai sont reconnus par l’État. Ils vont par la suite bénéficier d’aides spécifiques sur la base d’une programmation innovante et de qualité, ouverte sur le monde (films contemporains et du répertoire).
Le cinéma, qui dépendait auparavant du ministère de l’Industrie, est désormais considéré comme un art et fait partie intégrante d’une politique culturelle.
Le classement des salles s’institue à partir de 1962 sur des critères de programmation : films innovants et créatifs sur le plan cinématographique, classiques forgeant les bases de la cinéphilie, cinématographies peu diffusées apportant un regard sur le monde.
La première commission de classement art et essai se tient le 9 janvier 1962 : 49 salles sont classées — 24 à Paris, 2 en banlieue, 23 en Province.
C’est ainsi qu’au Cinéma du Panthéon, le public peut découvrir les films polonais et notamment ceux de Wajda, que La Pagode faisait la part belle au cinéma japonais (Contes de la lune vague après la pluie de Mizoguchi), russe (Ivan le Terrible d’Eisenstein), suédois (Le Septième Sceau de Bergman). En 1962, c’est L'Avventura d’Antonioni, Cléo de 5 à 7 de Varda, Shadows de Cassavetes, les films de Welles ou Bergman qui prennent vie sur les écrans des cinémas d'art et d'essai. Ce sont aussi les premiers films de Jacques Rivette (Paris nous appartient au Studio des Agriculteurs en 1961) et d’Eric Rohmer (Le Signe du lion à La Pagode en 1962). Sont également révélées les nouvelles vagues étrangères : Grande-Bretagne, Tchécoslovaquie (Milos Forman, notamment), Hongrie, Brésil et le cinéma indépendant américain.

### Déploiement territorial dans les années 1960
Dans les années 1960, le réseau des salles art et essai s’étend, elles ne sont plus seulement parisiennes. Et la progression s’accélère ; 1968 sera la dernière année qui compte la majorité des salles classées en région parisienne, 221 salles dont 98 en régions.
Le mouvement est d’autant plus vigoureux que des distributeurs se sont engagés sur ce marché prometteur. Des salles elles-mêmes créent leur propre société de distribution : Ursulines, Pagode, Studio 43.

### Concentration du secteur (années 1970 et 1980)
Les années 1970-1985 sont des années de concentration : technique (naissance des « complexes » de plusieurs salles), géographique (fermetures des cinémas les moins performants), économique (au profit de grandes entreprises) et concentration dans la programmation (captation des copies de films par les grands circuits). Et comme dans tous les secteurs culturels, médiatiques et industriels, la concentration va à l’encontre de la diversité, du pluralisme et du renouvellement.
Mais parallèlement, on assiste à une diversification de la programmation grâce au mouvement « art et essai », qui a créé un véritable marché pour un cinéma d’auteur différent, innovant et de découverte.
En 1980, avec 623 écrans, les cinémas classés « art et essai » représentent 18 % de la fréquentation.

### L'implication des collectivités territoriales (années 1980 et 1990)
Au milieu des années 1980, 850 salles sont classées « art et essai ».
Dans le contexte général de décentralisation et de politique culturelle pour tous, apparaissent de nouveaux intervenants : les collectivités locales. Celles-ci prennent la mesure de l’importance de la préservation des cinémas de centre-ville à programmation de qualité dans une politique de la ville et d’aménagement du territoire. De nombreuses municipalités mènent une politique interventionniste dans ce sens par le biais de DSP (exploitants privés gérant des salles municipales en « délégation de service public »), de cinémas associatifs ou encore entièrement municipaux.
Des réformes sont mises en place pour l’aide à la création et à la modernisation des salles dans les zones insuffisamment desservies, avec notamment la création en 1983 de l'Agence pour le développement régional du cinéma (ou ADRC). Celle-ci intervient également dans l’aide à la distribution des films sur l’ensemble du territoire.
En 1990, 922 écrans sont classés « art et essai », à une période où la baisse de la fréquentation, due notamment à l’émergence de la vidéo, provoque la fermeture de salles généralistes.

### Concurrence des cartes illimitées (début des années 2000)
Le début des années 2000 est marqué par l’apparition d’un nouvel outil de concurrence venu des circuits de multiplexes : les cartes illimitées.
L’AFCAE et la Société civile des auteurs, réalisateurs et producteurs (l'ARP) s’élèvent contre l’accélération de la concentration du secteur. Sont mis en cause les multiplexes qui, avec un nombre de salles considérable, programment un maximum de films dans un seul lieu, y compris les films d’auteurs les plus porteurs économiquement. Ils induisent ainsi un nouveau mode de consommation du cinéma qui fidélise les spectateurs sous une seule enseigne, les privant d’une liberté de choix des films et des lieux dans lesquels ils souhaitent les voir. Face à cette tendance qui participe à écourter la durée d’exploitation des films en salles, les cinémas « art et essai » œuvrent pour préserver le temps du cinéma d’auteur, qui s’installe sur plusieurs semaines grâce notamment au bouche à oreille.
Des mois de négociations sur les cartes illimitées aboutissent, par la loi no 2001-624 du 15 mai 2001 sur les nouvelles régulations économiques, à l’ajout de l’article 27 dans le code de l'industrie cinématographique : il permet aux indépendants d’accueillir les porteurs de cartes illimitées leur garantissant ainsi le libre choix des films et des lieux dans lesquels ils souhaitent les voir.
En 2000, 1 130 écrans sont classés « art et essai », dont 823 hors Ile-de-France.

### Réforme du classement des salles (2002)
En 2002, le CNC réforme la classification des salles « art et essai » pour permettre une meilleure prise en compte de leurs spécificités : politique d’animation, action en direction du jeune public, diversité des films art et essai proposés, recherche et découverte, situation géographique et environnement socioculturel. Enfin, le classement s’établit non plus par écran mais par établissement, afin d’éviter de favoriser les cinémas comprenant de très nombreuses salles.

### La révolution numérique (années 2010)
Le début des années 2010 est marqué par le passage à la technologie numérique et l'abandon du photochimique. Cette révolution technologique fait profondément évoluer l'économie du secteur, en faisant apparaitre de nouveaux intermédiaires et en imposant aux exploitants de très lourds investissements. Par l'intermédiaire du Collectif des indépendants pour le numérique (le CIN), l'AFCAE contribue à la réflexion entreprise pour trouver les moyens de financer les équipements numériques et éviter que la souplesse procurée ne conduise à une dérégulation du secteur. À la suite des réflexions menées avec les pouvoirs publics, la loi no 2010-1149 du 30 septembre 2010 relative à l'équipement numérique des établissements de spectacles cinématographiques vient encadrer le financement de ces équipements et la distribution des films sur support numérique.
Il reste néanmoins aujourd'hui, dans un contexte de concentration accrue, à œuvrer pour adapter l'ensemble des instruments de régulation du secteur à l'ère numérique (engagements de programmation, aménagement cinématographique du territoire...). L'AFCAE y contribue au quotidien en dialoguant avec les pouvoirs publics et avec l'ensemble des organisations du secteur cinématographique.

## Missions de l'AFCAE
Depuis sa création, l’AFCAE s’organise autour de trois objectifs fondateurs :
- « la défense du pluralisme des lieux de diffusion cinématographique », indispensable au maintien de la diversité de l’offre de films et à l’aménagement culturel du territoire ;
- « le soutien du cinéma d’auteur », en favorisant la rencontre entre les films d'art et d'essai et le public ;
- « la formation des publics », notamment des plus jeunes.

Pour défendre les intérêts moraux et économiques de ses membres, et la préservation des objectifs d’intérêt général en matière cinématographique, l’AFCAE a développé trois axes d’action :
1. L'intervention auprès des pouvoirs publics (l’évolution de la structure et du fonctionnement du secteur de l’exploitation cinématographique, tendant à une concentration accrue des films et des lieux de diffusion, conduit l’AFCAE à intervenir de plus en plus régulièrement auprès des pouvoirs publics dont elle est devenue un interlocuteur incontournable, pour faire évoluer la réglementation dans le sens d’une régulation plus efficace assurant la pérennité de tous les acteurs représentatifs du mouvement art et essai et, plus généralement, de la diversité) :
  - auprès du CNC et de la Médiation du cinéma (procédure de conciliation pour l’accès des salles aux films, homologation des engagements de programmation, agrément des formules « illimitées »…),
  - auprès de la commission nationale d’aménagement commercial statuant en matière cinématographique, pour défendre, dans le cadre de la création ou de l’extension de cinémas, la pérennité des salles art et essai,
  - participation aux différentes concertations professionnelles menées par les pouvoirs publics,
  - audition dans le cadre des rapports et missions commandés par les pouvoirs publics et particulièrement par le ministère de la Culture ;
2. La représentation dans les commissions :
  - les principales commissions du CNC (commission de classification des œuvres cinématographiques, d’aide sélective à la modernisation et à la création des établissements de spectacles cinématographiques, de diverses aides sélectives à la distribution, commissions nationales pour les dispositifs de cinéma en milieu scolaire),
  - les commissions et groupes de réflexion professionnels (FNCF, ADRC, Les Enfants de cinéma, AFOMAV[Quoi ?], comité de pilotage des dispositifs scolaires de la mairie de Paris) ;
3. Information et ressources :
  - L'AFCAE oriente les exploitants et autres professionnels du secteur, journalistes, étudiants et particuliers sur toutes questions relatives à l'art et essai,
  - Le Courrier Art et Essai[6] fait le point sur l’actualité de l’art et essai et du secteur cinématographique ; dix numéros sont diffusés chaque année et envoyés aux adhérents de l’association, aux partenaires institutionnels et professionnels, ainsi qu’à la presse.

L’AFCAE, mandatée par le CNC, est chargée de « la procédure de recommandation des films ». La liste des films recommandés est publiée sur le site web de l'association. L'AFCAE est également représentée au sein des commissions régionales et de la commission nationale « art et essai » qui participent au classement des salles.

## Prix des Cinémas art et essai
Depuis 2019, la création du prix des Cinémas art et essai par l'AFCAE, en partenariat avec le Festival de Cannes, a pour objectif de souligner leur engagement commun pour le soutien de la diffusion sur grand écran du cinéma d’auteur dans toute sa diversité. L’objectif de cette récompense est également de valoriser le dynamisme et l’ampleur du réseau des cinémas art et essai (1 200 établissements français adhérents à l’AFCAE, en faisant le premier réseau national dans le monde).
Chaque prix est remis à la fin du Festival de Cannes, par un jury international composé d'exploitants de salles art et essai, à un film concourant pour la Palme d'or.
| Année | Prix                          | Titre                          | Remis à                       | Pays         |
| ----- | ----------------------------- | ------------------------------ | ----------------------------- | ------------ |
| 2019  | Prix des Cinémas art et essai | Parasite                       | Bong Joon-Ho                  | Corée du Sud |
| 2019  | Mention spéciale              | Les Misérables                 | Ladj Ly                       | France       |
| 2020  | Prix des Cinémas art et essai | Drunk                          | Thomas Vinterberg             | Danemark     |
| 2020  | Mention spéciale              | Gagarine                       | Fanny Liatard, Jérémy Trouilh | France       |
| 2021  | Prix des Cinémas art et essai | Drive My Car                   | Ryûsuke Hamaguchi             | Japon        |
| 2021  | Mention spéciale              | La Fracture                    | Catherine Corsini             | France       |
| 2022  | Prix des Cinémas art et essai | Sans filtre                    | Ruben Östlund                 | Suède        |
| 2022  | Mention spéciale              | EO                             | Jerzy Skolimowski             | Pologne      |
| 2023  | Prix des Cinémas art et essai | La Chimère                     | Alice Rohrwacher              | Italie       |
| 2023  | Mention spéciale              | Les Feuilles mortes            | Aki Kaurismäki                | Finlande     |
| 2024  | Prix des Cinémas art et essai | Les Graines du figuier sauvage | Mohammad Rasoulof             | Iran         |
| 2024  | Mention spéciale              | All We Imagine as Light        | Payal Kapadia                 | Inde         |
| 2025  | Prix des Cinémas art et essai | L'Agent secret                 | Kleber Mendonça Filho         | Brésil       |
| 2025  | Mention spéciale              | Sirat                          | Óliver Laxe                   | Espagne      |